# Robert Dornhelm
Robert Dornhelm (nacido el 17 de diciembre de 1947 en Timişoara, Rumanía) es un cineasta y director de televisión de origen rumano. Ha trabajado en numerosos programas de televisión y ha dirigido también películas tales como Echo Park, El Proyecto Venecia, Der Unfisch, y otros proyectos. En 1998 ganó el Unfisch Der Citizen's Choice Award en el Puchon Festival Internacional de Cine Fantástico.
Dirigió la película documental de 1977 Los niños de la calle del teatro, que fue nominado para un Premio de la Academia como Mejor Documental Largo.
Dornhelm dirigió la miniserie de televisión La historia de Ana Frank (2002), para la que fue nominado para un Premio Emmy.
También dirigió la producción Kronprinz Rudolf, en 2006. En dicha producción, Francesca Thyssen-Bornemisza interpretó a la Reina María Enriqueta de Bélgica.
En 2011 dirigió la película Amanda Knox: Murder on Trial in Italy.

## Premios y reconocimientos
Premios Óscar
| Año  | Categoría              | Película                       | Resultado |
| ---- | ---------------------- | ------------------------------ | --------- |
| 1978 | Mejor documental largo | The Children of Theatre Street | Nominado  |